# 심곡어린이도서관
심곡도서관은 인천광역시 서구 심곡동 소재의 공공도서관이다.

## 연혁
- 2007년 4월 23일 건립계획 수립.
- 2009년 7월 21일 착공.
- 2010년 2월 28일 준공.
- 2010년 5월 12일 개관.

## 시설현황
- 4층: ABC놀이터, 배움터
- 3층: 열림터, 정보나눔터
- 2층: 꿈터, 자람터, 수유실
- 1층: 어울림터

## 이용 안내
이용 시간
- 화~금요일 : 09:00 ~ 22:00
- 주말 : 09:00 ~ 18:00

휴관일
- 매주 월요일
- 법정공휴일(일요일과 공휴일이 겹치는 경우 휴관)
- 특별한 사유로 구청장의 승인을 득한 경우(장서점검 및 시설유지 보수, 공단창립기념일 등)